# Soprema

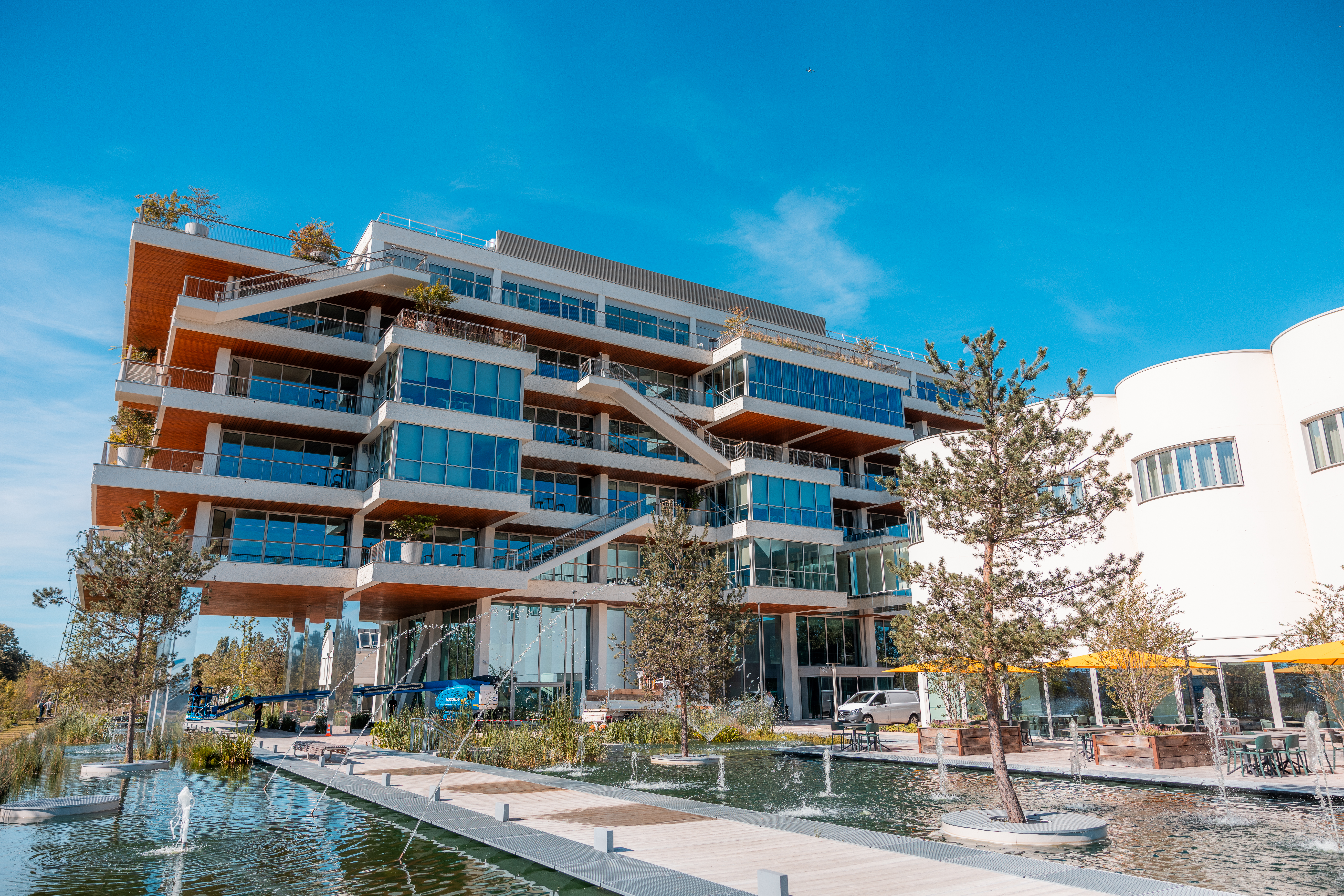
Le Grand Charles, siège social de SOPREMA à Strasbourg.

Depuis 1908, SOPREMA protège les espaces de vie et améliore le bien-être des individus grâce à des solutions durables et innovantes d’étanchéité, d’isolation, de végétalisation et d’insonorisation pour les bâtisseurs du domaine de la toiture, de l’enveloppe du bâtiment et du génie civil.

## Histoire
SOPREMA est le nom choisi par le fondateur Charles Geisen, et qui est l'acronyme de Société de Produits et Revêtements d'Étanchéité Mammouth, la mascotte originale de la société figurant encore dans le logo actuel.
Il s'agit d'un groupe indépendant et familial créé en 1908.
Son président directeur-général est Pierre-Étienne Bindschedler, dont la fortune professionnelle et familiale est estimée à 1 800 millions d'euros.
L'effectif de Soprema est de 11 235 personnes, dont 5 306 en France, et son chiffre d'affaires s'élevait à 4,84 milliards d'euros en 2023. Soprema dispose d'une présence industrielle et commerciale mondiale avec 128 sites de production dont 11 en France, près de 120 filiales (parmi lesquelles Soprema Entreprises) et 4 000 distributeurs.
Soprema dispose en l'occurrence de 47 usines d'étanchéité, 41 usines d'isolation, 1 usine de géotextile, 2 usine de mastic et colles, 11 usines de désenfumage et 12 usines de recyclage. Le groupe assure une présence dans 90 pays, et possède 23 centres de R&D axés sur le développement durable, ainsi que 48 centres de formation dans 16 pays.
Le 16 décembre 2017, Pierre-Étienne Bindschedler, fait l’acquisition, pour 550 000 euros, frais compris, d'un véritable squelette de mammouth, vendu par le biais de la maison Aguttes à Lyon. Ce squelette est placé dans le hall d'entrée du siège social de Soprema, rappelant ainsi le logotype de l'entreprise,,.
En 2016, Soprema rachète Pavatex, fabricant d'isolant bois, à Golbey dans les Vosges et investit 27 millions d'euros en 2021.

## Influence
Le président directeur-général, Pierre-Étienne Bindschedler, a réclamé une piste cyclable pour améliorer son plan de déplacements d’entreprise. Il semble que cet activisme ait joué un rôle dans la décision du futur réseau de transports de l’agglomération, Vélostras, composés de pistes cyclables.